# Szemu’el Halpert
Szemu’el Halpert (hebr.: שמואל הלפרט, ang.: Shmuel Halpert, ur. 5 lutego 1939 w Klużu) – izraelski rabin, pedagog i polityk, w latach 1990–1991 wiceminister w Kancelarii Premiera, w latach 1991–1992 wiceminister pracy i opieki społecznej, w latach 2005–2006 wiceminister transportu, w latach 1981–1984, 1988–1994, 1996–2003 oraz 2005–2009 poseł do Knesetu.

## Życiorys
Urodził się 5 lutego 1939 w Klużu w Rumunii.
W 1960 wyemigrował do Izraela. Zdobył wykształcenie religijne, uzyskał smichę rabinacką. Pracował jako pedagog, był autorem artykułów prasowych na tematy religijne.
W polityce związał się z ultraortodoksyjną partią Agudat Israel, zasiadał w zarządzie partii oraz w kierownictwie Światowej Federacji Agudat Israel.
Z listy ugrupowania zdobył mandat poselski w  wyborach w 1981. W dziesiątym Knesecie zasiadał w komisjach budownictwa; spraw zagranicznych i obrony oraz spraw wewnętrznych i środowiska. W 1984 utracił miejsce w parlamencie, które odzyskał w kolejnych wyborach W Knesecie XII kadencji był członkiem komisji: spraw zagranicznych i obrony; pracy i polityki społecznej; ds. radia i telewizji oraz edukacji i kultury. 19 listopada 1990 dołączył do czwartego rządu Icchaka Szamira jako wiceminister w Kancelarii Premiera. 8 czerwca 1991 został przeniesiony do Ministerstwa Pracy i Opieki Społecznej kierowanego przez samego premiera, pozostał na stanowisku do końca kadencji rządu – 13 lipca 1991. W przeprowadzonych w czerwcu wyborach uzyskał reelekcję z koalicyjnej listy Zjednoczonego Judaizmu Tory tworzonej przez Sztandar Tory i jego macierzyste ugrupowanie. W trzynastym Knesecie zasiadał w komisjach pracy i opieki społecznej oraz edukacji i kultury. 28 czerwca 1994, na mocy wcześniejszych ustaleń Halpert i Menachem Porusz zrezygnowali z zasiadania w parlamencie ustępując odpowiednio Mosze Gafniemu i Awrahamowi Werdigerowi.
W 1996 uzyskał reelekcję, a w Knesecie XIV kadencji zasiadał w komisjach absorpcji imigrantów; edukacji i kultury oraz nauki i technologii. 23 lutego 1999 doszło do rozłamu w Zjednoczonym Judaizme Tory – Halpert, Me’ir Porusz i Awraham Leizerson utworzyli frakcję Agudat Israel. W przeprowadzonych w maju wyborach oba ugrupowania stworzyły jedną listę, a Halpert ponownie zdobył mandat poselski. W piętnastym Knesecie został zastępcą przewodniczącego oraz członkiem komisji: etyki oraz edukacji i kultury, a także kilku komisji specjalnych.
W 2003 nie uzyskał reelekcji, ostatecznie w składzie szesnastego Knesetu znalazł się 23 lutego 2005 zastępując Jisra’ela Eichlera. Jako członek frakcji Agudat Israel (w międzyczasie znowu doszło do rozłamu) zasiadał w komisjach spraw wewnętrznych i środowiska oraz pracy, opieki społecznej i zdrowia. 30 marca 2005 został powołany w skład drugiego rządu Ariela Szarona jako wiceminister transportu w resorcie kierowanym przez Me’ira Szitrita. Pozostał na stanowisku do końca urzędowania rządu – 4 maja 2006. W marcowych wyborach uzyskał reelekcję z listy Zjednoczonego Judaizmu Tory. W Knesecie XVII kadencji był członkiem komisji edukacji, kultury i sportu. 18 grudnia 2008 po raz kolejny doszło do rozłamu, Halpert, Ja’akow Litzman i Me’ir Porusz utworzyli frakcję Agudat Israel.
W wyborach w 2009 utracił miejsce w parlamencie.
Poza hebrajskim posługuje się rumuńskim, niemieckim i jidysz.